# Wolfgang Salus
Wolfgang Václav Salus (* 24. Juni 1909 in Prag; † 5. März 1953 in München) war ein tschechisch-deutscher Kommunist.

## Werdegang
Der mit Franz Baermann Steiner befreundete Sohn von Hugo Salus trat 1924 der Liga der jungen Kommunisten bei, 1927 besuchte er Moskau als Delegierter der kommunistischen Jugend. Dort kam er in Kontakt mit der Linken Opposition. Von 1929 bis 1933 arbeitete er als Trotzkis Sekretär auf der türkischen Insel Prinkipo und dann als Vorsitzender der trotzkistischen Gruppe in Prag. Nach der Machtübernahme der Stalinisten verließ er die Tschechoslowakei im Jahr 1948 und beteiligte sich in München am Aufbau der deutschen Sektion der Vierten Internationale. 1951 war er an der Gründung der Unabhängigen Arbeiterpartei Deutschlands beteiligt. Am 13. Februar 1953 wurde er in München von einem Stasi- und KGB-Agenten mit einem langsam wirkenden Gift vergiftet, an dem er erst in der Nacht vom 4. auf den 5. März 1953 starb, sodass als Todesursache ursprünglich eine Lungenentzündung angenommen wurde. Erst 1992 wurden durch Recherchen der Journalistin Natalija Geworkjan die wahren Umstände seines Todes bekannt.